# Jaap de Man
Jaap de Man (Vlaardingen, 28 maart 1993) is een Nederlands wielrenner die anno 2016 reed voor Team3M.

## Carrière
In 2015 was De Man drie dagen leider in het jongerenklassement van de An Post Rás. Uiteindelijk eindigde hij bijna drie minuten van Ryan Mullen als tweede.

## Ploegen
- 2014 –  Team3M
- 2015 –  Team3M
- 2016 –  Team3M

De Vos · de Man · Devriendt · Druyts · Franckaert · Janssens · Juodvalkis · Pot · Schuermans · Segers · Sleurs · Stevens · Van Hoovels · M.van Zijl · D.van Zijl · Van Zummeren · Vandenbogaerde · Vanspeybroeck · Vermeulen · Vingerling · Gough (stagiair)